# Ramulus maolanense
Ramulus maolanense är en insektsart som först beskrevs av Chen, S.C. och Y. Ran 2002.  Ramulus maolanense ingår i släktet Ramulus och familjen Phasmatidae. Inga underarter finns listade i Catalogue of Life.